# Jaime Bergman
Pour les articles homonymes, voir Bergman.
Jaime Bergman, née le 23 septembre 1975 à Salt Lake City, Utah est une modèle de charme américaine.

## Biographie
Elle est la playmate du mois de janvier 1999 du magazine Playboy.
Elle est mariée depuis le 24 novembre 2001 à David Boreanaz.

## Filmographie

### Cinéma
- L'Enfer du dimanche
- 60 secondes chrono
- DysEnchanted
- Boa vs. Python
- Dark Wolf

### Télévision

#### Séries Télévisées
- Brutally Normal
- Shasta
- Beverly Hills 90210
- The Love Boat:The Next Wave
- Son of the Beach
- Angel
- Bones

## Apparitions dans les numéros spéciaux dePlayboy
- Playboy's Playmate Review — Août 2000, pp. 4–11.
- Playboy's Playmates in Bed — Octobre 2000, pp. 10–13.
- Playboy's Wet & Wild — Janvier 2001, pp. 2–3 & 44–45.
- Playboy's Sexy Celebrities — Février 2001, pp. 48–51.
- Playboy's Nude Playmates — Avril 2001, pp. 60–63.
- Playboy's Book of Lingerie — Mai 2001, pp. 76–79.